# Mimeugnosta chascax
Mimeugnosta chascax är en fjärilsart som beskrevs av Józef Razowski 1994. Mimeugnosta chascax ingår i släktet Mimeugnosta och familjen vecklare. Inga underarter finns listade i Catalogue of Life.